# Zombie (komputer)
Zombie (komputer-zombie) – komputer przyłączony do internetu, w którym bez wiedzy jego posiadacza został zainstalowany program sterowany z zewnątrz przez inną osobę. Celem takiego działania jest zazwyczaj wykorzystanie komputera do działań sprzecznych z prawem jak ataki DDoS. Konie trojańskie infekują zwykle maszyny użytkowników poprzez pocztę elektroniczną rozsyłaną masowo przez osoby kierujące takimi akcjami – przy braku odpowiednich zabezpieczeń posiadacze komputerów nie zdają sobie nawet sprawy, że są bezwolnym elementem szerzej zakrojonego działania.
Przykładem masowego wykorzystania komputerów zombie były ataki DDoS przeprowadzone przez robaka komputerowego Mydoom. 1 lutego 2004  250 tys. zaatakowało serwery firmy SCO, a 3 lutego celem stały się serwery Microsoftu. Innym sposobem wykorzystania zombie jest wysyłanie spamu bez ujawniania prawdziwej tożsamości jego autorów.
Nazwa pochodzi od zombie.